# Veslekletten
Der Veslekletten (norwegisch für Kleiner, steiler Berg) ist ein Berg im ostantarktischen Königin-Maud-Land. Im Ahlmannryggen ragt er 1,5 km südlich des Storkletten auf.
Norwegische Kartografen, die ihn auch benannten, kartierten ihn anhand von Vermessungen und Luftaufnahmen der Norwegisch-Britisch-Schwedischen Antarktisexpedition (1949–1952).